# Supermodel Po-ukraïnski
Cупермодель по-yкраїнськи è un programma televisivo ucraino di genere talent show, adattamento del noto format America's Next Top Model, in onda dal 2014. Un gruppo di giovani ragazze, aspiranti top model, gareggia tra sfilate di moda e servizi fotografici per portare a casa il titolo di miglior modella del proprio Paese, affrontando di volta in volta una severissima giuria.
La prima edizione è stata condotta dalla modella Alla Kostromicheva, la quale vestiva anche i panni di giurata. Tra le concorrenti presenti vi erano Karina Minaeva, transessuale e Vladislava Rogovenko (detta Vlada), una giovane alta soltanto 157 cm. Nella terza edizione era presente una concorrente transessuale, Yuliya Motschalova. Il 1º settembre 2017 è andata in onda la prima puntata della quarta stagione, nella quale vi sono state due novità: la presenza di un nuovo giudice, Konstantin Borovskiy (in sostituzione di Richard Gorn) e la possibilità di partecipazione per i ragazzi.

## I giudici
Di seguito sono elencati i giudici e l'edizione nella quale sono presenti.
| Cast                | Stagioni    | Stagioni    | Stagioni    | Stagioni    |
| Cast                | 1 (2014)    | 2 (2015)    | 3 (2016)    | 4 (2017)    |
| ------------------- | ----------- | ----------- | ----------- | ----------- |
| Alla Kostromichova  | Conduttrice | Conduttrice | Conduttrice | Conduttrice |
| Sergey Nikitiuk     | Giudice     | Giudice     | Giudice     | Giudice     |
| Sonia Plakydiuk     | Giudice     | Giudice     | Giudice     | Giudice     |
| Richard Gorn        | Giudice     | Giudice     | Giudice     |             |
| Konstantin Borovski |             |             |             | Giudice     |

## Edizioni
| Edizione | Data di debutto   | Vincitrice               | Seconda classificata                                 | Altre concorrenti in ordine di eliminazione | Numero di concorrenti | Destinazione internazionale        |
| -------- | ----------------- | ------------------------ | ---------------------------------------------------- | --- | --------------------- | ---------------------------------- |
| 1        | 29 agosto 2014    | Alyona Ruban             | Vladislava "Vlada" Petscheritsina                    | Elena Radchenko, Debora Leonova, Yana Gribachova, Anastasiya "Nastya" Morozova (ritirata), Karina Minaeva, Darina Tabachnik, Irina "Ira" Zhuravleva, Anna Nagornaya, Valeriya "Lera" Kosherieva, Vladislava "Vlada" Rogovenko, Anna-Khristina Prikhodko, Karina Danilova, Tatyana "Tanya" Brik | 15                    | Parigi                             |
| 2        | 28 agosto 2015    | Alina Panyuta            | Viktoriya "Vika" Maremukha                           | Svitlana Melashich (ritirata), Katerina "Katya" Yusupova, Katerina "Katya" Lisenko, Mariya "Masha" Parsenyuk, Marina Kiryakova, Katerina "Katya" Kokhanova, Anastasiya "Nastya" Tronko, Nantina Drontschak, Nineviya-Viltraud "Nina" Krokhmalyuk, Anastasiya "Nastya" Pushnya, Karina Zabolotnaya, Hanna "Anya" Sulima, Valeriya "Lera" Miroshnichenko, Arina Lyubiteleva                                                                                    | 16                    | Nessuna                            |
| 3        | 26 agosto 2016    | Mariya "Masha" Grebenyuk | Daria "Dasha" Maistrenko                             | Viktoriya "Vika" Globa & Yuliya Shchedrina, Anna "Anya" Tikhomirova, Yuliya Chernobyl, Olga "Olya" Golub, Alina Miliaieva, Amy Grace, Irina "Ira" Rotar, Yuliya "Yulya" Mochalova, Aleksandra "Sasha" Kugat, Aleksandra "Sasha" Litvin, Ekaterina "Katya" Svinarchuk, Svetlana "Sveta" Kosovska | 15                    | Monaco di Baviera                  |
| 4        | 1º settembre 2017 | Samvel Tumanyan          | Viktoriya "Vika" Rogalchuk                           | Karina Krilyuk, Dmitriy "Dima" Zabolotskiy, Irina "Ira" Simtschich, Mikhail "Misha" Kukharchuk (ritirato), Vladislav "Vlad" Dunaev, Anastasiya "Nastya" Panova, Elizaveta "Liza" Doronko, Katerina "Ava" Prigoda, Irina "Ira" Moysak, Maksim "Maks" Sosnovskiy, Danil "Danya" Zolotov, Dmitriy "Dima" Kharlamov & Anastasiya "Nastya" Gladchenko, Mariya "Masha" Shevchenko, Sergey Pistriy, Elena "Lena" Feofanova, Revan Palyukh, Svyatoslav "Svyat" Boyko | 20                    | Amsterdam                          |
| 5        | 31 agosto 2018    | Yana Kutishevskaya       | Katerina "Katya" Polchenko                           | Ezeji "Johnny" Johnson Nnamdi, Ivan Kiyanitsa, Alisa Golovneva, Sergey Gerdov, Sofi Beridze, Anna "Anya" Troyan, Denis Kovalyov (ritirato), Yaroslava "Yasya" Krutova, Dmitriy "Dima" Toporinskiy (ritirato), Maksim "Max" Osadchuk, Egor Stepanenko, Yuliya Dykhan, Dmitriy "Dima" Sukach | 15                    | Atene                              |
| 6        | 30 agosto 2019    | Malvina Chuklya          | Natalya "Natasha" Maslovskaya                        | Karina Dyachuk, Darina "Dasha" Didovich (ritirata), Anastasiya "Nastya" Lazaryeva, Natalya Savchenko, Maria Mikhyeyeva, Anastasiya "Nastya" Lyeukhina, Yarina Samarik, Margarita "Margo" Verkhovtseva, Elizaveta "Liza" Bezkrovna, Amina Dosimbayeva, Yuliya Binkovska, Anastasiya "Nastya" Ruda, Darina Gerasimchuk, Katerina "Katya" Chechelenko, Katerina "Katya" Kulichenko                                                                              | 17                    | Adalia Denizli Cappadocia Istanbul |
| 7        | 16 ottobre 2020   | Tatyana "Tanya" Brik     | Aleksandra "Sasha" Litvin & Daria "Dasha" Maistrenko | Ekaterina "Katya" Svinartschuk, Elizaveta "Liza" Doronko, Karina Minaeva, Karina Danilova, Hanna "Anya" Sulima, Anna-Khristina Prikhodko, Katerina "Katya" Chechelenko (squalifica), Anastasiya "Nastya" Lyeukhina (ritirata), Anastasiya "Nastya" Panova, Irina "Ira" Rotar, Sofi Beridze, Viktoriya "Vika" Rogaltschuk, Amina Dosimbayeva, Aleksandra "Sasha" Kugat (ritirata), Margarita "Margo" Verkhovtseva, Arina Lyubiteleva, Irina "Ira" Moysak      | 20                    | Nessuna                            |